# День обдурених

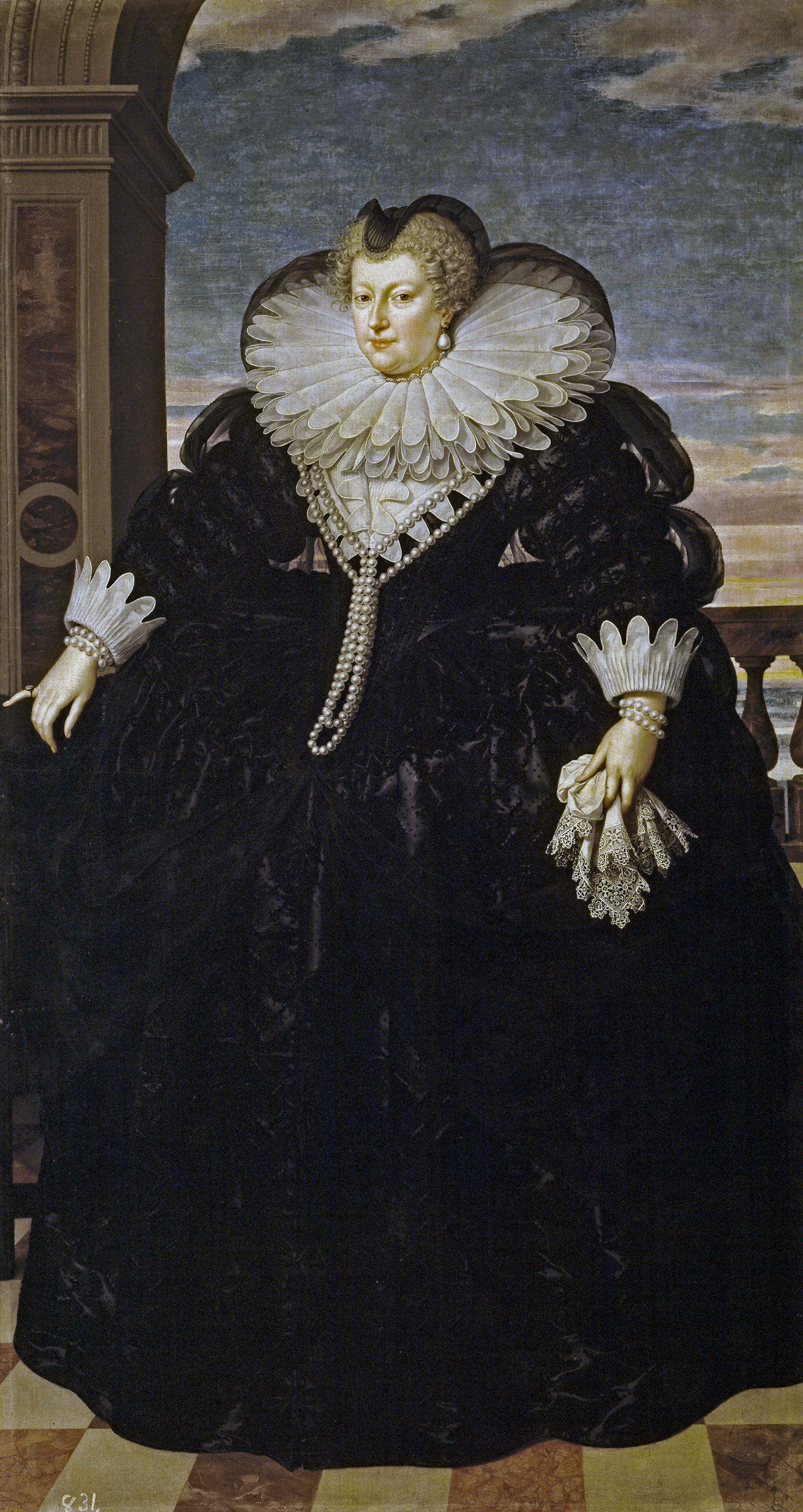
«День обдурених» змусив Марію Медічі остаточно покинути межі Франції. Після 12 років вигнання вона померла в Кельні майже в бідності

День обду́рених (фр. journée des dupes) — один із листопадових днів (10-е, 11-е або 12-е) 1630 року, який знатні вороги кардинала Рішельє на чолі з королевою-матір'ю Марією Медічі почали зі святкування його довгоочікуваного повалення, а закінчили в темницях або опалі.
Завдавши рішучих ударів по гугенотах на чолі з Анрі де Роган і посадивши на мантуанський престол свого ставленика Шарля де Невера, могутній кардинал Рішельє почав переговори з німецькою Протестантською унією з метою укладення з ними союзу проти Габсбургів у Тридцятирічній війні.
Майбутній альянс із протестантами переполошив «партію святош» — затятих католиків-придворних на чолі з Марією Медічі, яка в Люксембурзькому палаці публічно зажадала від Людовика XIII зробити вибір між нею і кардиналом. Її підтримав молодший син і тодішній спадкоємець престолу Гастон Орлеанський, що розраховував завдяки опалі Першого міністра зміцнити власні позиції.
Падіння кардинала вважалося справою вирішеною, його вороги святкували перемогу в Люксембурзькому палаці, а сам Рішельє збирався їхати в село. На його місце пророкували радника королеви Мішеля де Марійяка. Тим часом король несподівано зустрівся з кардиналом і запевнив його в непорушності своєї підтримки.
Марійяка заарештували і перепровадили в замок Шатоден, де він незабаром помер; його брата маршала де Марійяка стратили; королеву-матір вислали в Комп'єнський палац, звідки вона втекла в Іспанські Нідерланди; а Гастон Орлеанський продовжив плести інтриги при дворі Карла IV Лотаринзького. Поет Ботрю, один із фаворитів кардинала, тоді вигукнув: «Воістину то був день дурнів!»

## У мистецтві
Події «дня обдурених» відбито в п'єсі Бульвер-Літтона «Рішельє, або Змова» і в романі Перуца «Перукар Тюрлюпен».